# Histamenon

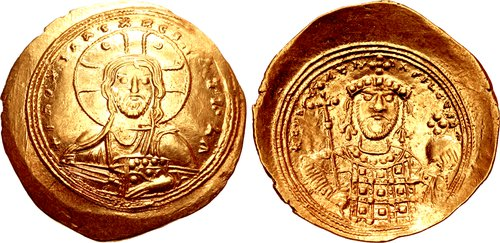
Histamenon von Konstantin IX. Monomachus

Histamenon nomisma (griechisch: ἱστάμενον νόμισμα) war eine Bezeichnung für das Nomisma (standardmäßig 24 Karat oder Siliquae), die Entsprechung und Fortführung des Solidus, der römischen Goldmünze, im Byzantinischen Reich.
Es unterscheidet sich vom gleichzeitig herausgegebenen Tetarteron nomisma durch den Durchmesser und die Dicke der Münze. Das Histamenon entwickelte sich ab der Regierungszeit von Nikophoros II. Phokas (963–969) zu einer größeren und schlankeren Münze, während ein sich entwickelnder Typus – das Tetarteron – kleiner, aber dafür dicker wurde, bei identischem Goldgehalt jedoch 1/12 weniger wog. Beide Münzen waren anfangs ikonographisch identisch, unterschieden sich ab der Regierungszeit von Konstantin VIII. (1025–28) aber auch bildlich voneinander. Ab der Mitte des 11. Jahrhunderts entwerteten sich beide Münzen massiv und erreichten ihren Tiefpunkt während des ersten Jahrzehnts der Regierungszeit von Alexios I. Comnenus (1081–1118). Ursachen dieser Entwertung sind historisch umstritten. Diese Entwicklung gipfelte in einer Münzreform, wobei das Histamenon und das Tetarteron durch das Hyperpyron ersetzt wurden. Die historischen Quellen für die Existenz beider Münzen sind neben Briefen über Geldforderungen und archäologischen Quellen unter anderem die Chronisten Johannes Zonaras und Georgios Kedrenos.